# Canopy Growth Corporation
Canopy Growth Corporation (CGC, раніше Tweed Marijuana Inc.) — компанія з виробництва медичного канабісу, що базується в Смітс-Фоллс, Онтаріо. Це перший виробник канабісу регульований Федеральним законодавством, що публічно продається в Північній Америці, акції якого торгуються на фондовій біржі Торонто , як CGC. Так як марихуана є в даний час законною у Канаді тільки в медичних цілях, виробники, такі як КГП мають ліцензію Міністерства охорони здоров'я Канади на доступ до конопель для медичних цілей(ACMPR). мульти-ліцензії, географічно різноманітної марихуани виробників, компанія була описана як "один у світі — і перший канадський прем'єр — експортер марихуани" написали Financial Post  в грудні 2016 року.
Коноплі в Канаді стали законними для відпочинку після того, як Сенат підтверджує закон, прийнятий палатою громад,  влітку 2018 року. , що істотно підвищить попит на марихуану. До того часу, травичка не була лідеруючою галуззю з точки зору розміру. У січні 2018 року, Аврора конопель уклали угоду про покупку конкурента CanniMed напередодні очікуваного зростання ринку. Якщо угода буде завершена, нова компанія стане найбільшою у Канаді.

## Збільшення обсягу продажів, прибутковість
База клієнтів Canopy зросла приблизно на 260 процентів та доходів (з $3 млн чистого прибутку) збільшилася приблизно на 180 відсотків у рік, який закінчується в грудні 2016 (і 2015). Це був перший рік, коли компанія отримала прибуток. Результати були б ще кращими, але у компанії були труднощі підтримки адекватних запасів в деяких затребуваних категорій, таких як середньо-високий рівень ТГК продуктів і масел. фінансові аналітики прогнозували, що "скорочення поставок" нещодавно досвідчені виробники, такі як Canopy зростання буде продовжуватися "в найближчому майбутньому" (приблизно до 2020 р. можливо) після легалізації марихуани в Канаді. Це, ймовірно, збільшить відпускну ціну продукції  і прибуток для виробників.
Раніше "Canopy Growth" працював зі збитками (наприклад, - $ 3,3 млн. Доходу у 2015 році), частково через те, що він використовував кошти для розширення виробництва та придбав конкурентів, готуючись до значного збільшення попиту на конопель на ринку рекреаційного використання на початку 2018 р. . Навіть після того, як були оприлюднені результати 2015 року, деякі аналітики залишалися позитивними щодо майбутньої вартості компанії. Наприклад, на початку грудня 2016 року обстеження Рейтер у чотирьох аналітиків ринку показало консенсусне значення покупки. До випуску результатів 2016 року компанія оцінила 1,6 мільярда доларів. 2 лютого 2017 року акції Canopy зросли більш ніж у три рази за попередні 12 місяців і склали 10,20 дол. США о 11:10 на фондовій біржі Торонто (тикер WEED).

Ціни на акції продовжували зростати, до більш ніж 12 доларів у наступні дні. 14 лютого, після закінчення звіту про закінчення року, ціна акцій Canopy Growth знизилася на сім відсотків, але навіть тоді вона становила 12,09 долара США..